# Caramell
Caramell var en svensk eurodance-grupp. Utanför Sverige är gruppen mest känd för låten Caramelldansen från albumet Supergott.
Gruppen bestod av sångerskorna Katia Löfgren och Malin Sundström, samt producenterna Jorge Vasconcelo och Juha Myllylä. Caramell slog igenom med sin singel Om Du var min och har haft viss framgång med danslåtar på svenska, både originalverk som Spelar ingen roll och covers på gamla svenska hitlåtar såsom Factorys Efter plugget.
År 2002 upplöstes gruppen.

## Diskografi

### Album
- Gott och blandat (13 augusti 1999)
- Supergott  (2001)

### Singlar
- Om Du var min (12 mars 1997)
- Efter plugget (18 juni 1999)
- Jag ser på Dig (10 september 1999)
- Explodera (som dynamit) (26 november 1999)
- Caramelldansen (2001)
- Doktorn (2001)
- Vad heter Du? (2001)
- Ooa hela natten (25 februari 2002)
- Allra bästa vänner (18 april 2002)

## Melodier på Svensktoppen

### Missade listan
- Efter plugget - 1999 [2]
- Explodera (upp som dynamit) - 2000 [3]